# Alfred Veliki
Alfred Veliki (staroengleski Ælfrēd) (Wantage, Berkshire, 848. ili 849. – ?, 26. listopada 899.), bio je kralj Wessexa (871. – o. 886.) i kralj Anglosasa (o. 886. – 899.) te kralj Bretenanwealda iz dinastije Wessex. Spasio je Englesku od danskog osvajanja i stabilizirao zemlju. Na svom dvoru je okupljao brojne znanstvenike iz inozemstva i poticao prevođenje crkvenih i filozofskih djela na engleski. I sam je prevodio s latinskog brojna djela, a smatra se i tvorcem staroengleskog proznog stila.
Zbog provedenih društvenih i obrazovnih reformi, ali i zbog vojnih postignuća u borbama protiv Danaca zaslužio je epitet Veliki, kao jedini engleski vladar koji je zadobio takvo poštovanje.

## Životopis

### Rani život
Alfred je bio najmlađi sin Æthelwulfa, kralja Wessexa (839. – 858.) i Osburge iz dinastije Wessex. Kad je Alfredu bilo pet godina, otac ga je poslao u Rim, gdje ga je papa Lav IV. pomazao za kralja Engleske. Tamo je došao u doticaj s latinskom kulturom i antičkim znanjem. Primio je vojnu poduku u ranoj dobi, a prvi put se pojavljuje u vojnoj službi 868. godine, kada je sa starijim bratom, kraljem Etheraldom I. (865. – 871.) išao pružiti pomoć kralju Burgredu od Mercije (852. – 874.) protiv Danaca koji su se iskrcali 865. godine u Istočnoj Angliji i dvije godine kasnije osvojili Northumbriju. Danci su izbjegavali upustiti se u bitku pa je sklopljen mir.
Nakon što su Danci osvojili sva anglosaksonska kraljevstva, napali su 871. godine Kraljevstvo Wessex. Alfred i njegov brat, kralj Ethelred I. vodili su više bitaka protiv Danaca. Te godine je Alfred uspješno potukao danske Vikinge u bitci kod Ashdowna, ali poslije toga su uslijedili novi porazi.

### Vladavina
U jeku učestalih danskih napada, umro je kralj Ethelred I. i naslijedio ga je Alfred na prijstolju. Poslije poraza u bitki kod Wiltona, 871. godine, sklopio je mir s Dancima te je nastupio krhki petogodišnji mir. Godine 876. Danci su ponovno napali Wessex, ali nisu postigli veći uspjeh te su se povukli. Potom su iznenada, u siječnju 878. godine opet izvršili napad na Alfredovo kraljevstvo i zamalo ga osvojili. Jedan dio Wessexa je potpao pod njihovu vlast, ali Alfred se povukao u močvare Somerseta i tamo u tajnosti pripremao vojsku. Nekoliko tjedana kasnije, Alfred je napao dansku vojsku i potpuno ih porazio u bitci kod Edigtona. Danski vojskovođa Gutrum se predao i potom primio krštenje te naselio Danca u Istočnu Angliju čiju je preuzeo krunu.
Godine 886. poveo je pregovore o podjeli Engleske s kraljem Gutrumom čime je određeno da će sve zapadno od nekadašnje rimske ceste (Watling Street) pripasti pod upravu Danelawa, odnosno Dancima, a sve zapadno od te linije kralju Alfredu Velikom, uz dodatak zapdne Mercije i Kenta s druge strane, koji su također pripali Alfredu. Unatoč tome, danska prijetnja je i dalje bila prisutna. Zbog toga je Alfred reorganizirao i poboljšao vojsku i istodobno poticao rast privrede kako bi služila potrebama vojske. Potom je podigao dobro utvrđena naselja u južnim dijelovima Engleske, radi pojačavanja i poboljšavanja obrane zemlje te ta naselja naseljavao ljudima dajući im zemlju i tražeći za uzvrat vojnu obranu.
Zemlju je administrativno organizirao u veće ili manje oblasti (radi lakšeg upravljanja ili ubiranja poreza). Brinuo se za ratarstvo, osnivao nove gradove, uz koje je podizao uređena sela, obnovio London, koji je teško stradao od Danaca. Brinuo se za zakonitost te je osmislio pravni kodeks, započeo kovati novac, radio je na imidžu kršćanskog kralja, podupirao obrazovanje te osnivao škole. Alfred Veliki je od biskupa Assera naručio svoj životopis Život kralja Alfreda. U njemu su se naglašavale patnje i ustrajnost, a njegova je učinkovita vladavina prikazana u iznimno kršćanskom svjetlu. Istovremeno je svojim reformskim zahvatima uzdigao plemensko Kraljevstvo Wessex u državu više razine, u čemu mu je znatno pomoglo njegovo znanje i obrazovanje koje je stekao tijekom godina. Stabilizaciji Wessexa u vremenu danske opasnosti pomogao je i Alfredov rad na stvaranju savezništava te je imao dobre odnose s Mercijom i Walesom.
Novo iskrcavanje Danaca u Kentu, koje je bilo potpomognuto Dancima iz Istočne Anglije, zaustavio je kralj Alfred Veliki između 884. i 886. godine. Kada je zaustavio zadnje veliko iskrcavanje Danaca i porazio ih u ratu između 892. i 896. godine, započeo je graditi pomorsku flotu kako bi spriječio svaki novi takav pokušaj invazije na englesko tlo. Iz tog razloga smatra se osnivačem engleske kraljevske mornarice.
Alfred Veliki je spasio Englesku od Danaca, uspostavio novi sustav obrane, organizirao i podizao naselja, provodio društvene i vojne reforme te po mnogo čemu bio prvi engleski kralj ili barem preteča engleskih kraljeva. Osobito plodne rezultate dala su Alfredova nastojanja na polju duhovne kulture. Okupio je znatan broj učenih ljudi (i iz inozemstva), te je i sam pomogao da se prevedu crkvene i filozofske knjige na engleski jezik. Sam je prevodio s latinskog jezika djela filozofskog i povijesnog značaja. Alfreda Velikog smatraju tvorcem staroengleskog proznog stila.

## Obitelj
Alfredova su braća Æthelbald, Æthelbert, Æthelred, a imao je i sestru Æthelswith. Alfredova se supruga zvala Ealswitha, s kojom je imao kćeri Æthelflæd i Ælfthryth te sinove Eduarda i Æthelwearda.

## Vanjske poveznice
- Alfred Veliki – Hrvatska enciklopedija
- Alfred Veliki – Proleksis enciklopedija
- Alfred Veliki, kralj Wessexa – Britannica Online (engl.)
- Kralj Alfred Veliki (871. – 899.) – britroyals.com (engl.)
- Alfred Veliki (vl. 871. – 899.) – royal.uk (engl.)
- Alfred Veliki (849. – 899.) – bbc.co.uk (engl.)

| Prethodnik Æthelred I. (865. – 871.) | kralj Wessexa (871. – oko 886.) | Nasljednik titula ukinuta |

| Prethodnik nova titula | kralj Anglosasa (oko 886. – 899.) | Nasljednik Eduard I. Stariji (899. – 924.) |